# ماهواره‌نگری

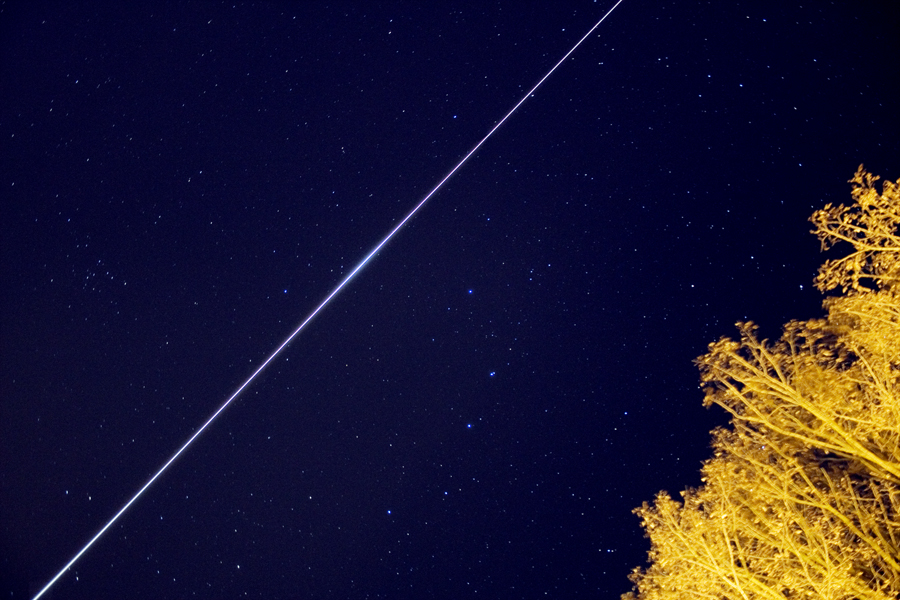
نوردهی درازمدت ایستگاه فضایی بین‌المللی را دنبال کنید

ماهواره‌نگری، تماشای ماهواره یا نقطه‌یابی ماهواره‌ای (به انگلیسی: Satellite watching) سرگرمی است که شامل تماشا و ردیابی ماهواره‌های مصنوعی است که به دور زمین می‌چرخند. افرادی که این سرگرمی را دارند، تماشاگر ماهواره، ردیاب و پایشگر نامیده می‌شوند. از آنجایی که ماهواره‌های خارج از سایه زمین، نور خورشید را بازتاب می‌دهند، ماهواره‌هایی که به‌ویژه در مدار پایین زمین قرار دارند ممکن است هنگام عبور از آسمان تماشاگر، معمولاً در هنگام گرگ و میش، به‌طور چشمگیری بدرخشند (یا «فروزان» شوند).